# Thomas Ahrenkiel

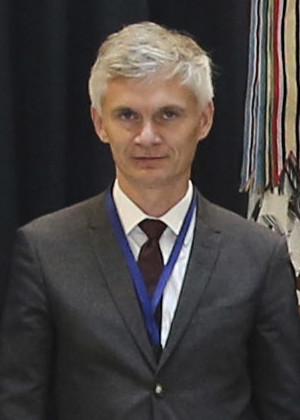
Thomas Ahrenkiel (2019)

Thomas Ahrenkiel (* 19. Oktober 1967) ist ein dänischer Nachrichtendienstler.

## Leben
Ahrenkiel hat an der Universität Kopenhagen studiert und war vom 1. September 2010 bis 2020 Leiter des Forsvarets Efterretningstjeneste (FE), des militärischen Aufklärungsdienstes der dänischen Streitkräfte. Er gehört zu den 89 Personen aus der Europäischen Union, gegen die Russland im Mai 2015 ein Einreiseverbot verhängt hat.
Ahrenkiel musste im Jahr 2020 im Zuge von Enthüllungen über die Verwicklung des FE in Spionageaktivitäten gegen die eigene dänische Regierung von seinem Posten als Geheimdienstchef zurücktreten. Er stand zu dem Zeitpunkt gerade davor, Botschafter Dänemarks in Deutschland zu werden.